# اس‌تی‌اس-۱۰۲
اس‌تی‌اس-۱۰۲ (انگلیسی: STS-102) یکی از ماموریت‌های برنامه شاتل‌های فضایی بود که در تاریخ ۸ مارس ۲۰۰۱ از پایگاه فضایی کندی به ایستگاه فضایی بین‌المللی پرتاب شد. این ماموریت توسط شاتل دیسکاوری انجام گرفت. هدف اصلی این ماموریت تعویض خدمه اردو ۱ و اردو ۲ بود.